# Johnny Long
Johnny Long (Newell, 2 augustus 1915 of 1916 – Parkersburg, 31 oktober 1972) was een Amerikaans bandleider in het bigband-tijdperk. Hij leidde tot in de jaren zestig een orkest dat dansmuziek bracht. In zijn hoogtijdagen speelde het orkest in de beste hotels van Amerika. In de jaren veertig verscheen hij met zijn band in enkele films. Hij stond bekend als 'the Man Who's Long on Music'.
Long groeide op op een boerderij. Vanaf zijn zesde speelde hij viool. Na een ongeluk op de boerderij kon de rechtshandige Long niet meer gewoon viool spelen en leerde hij zichzelf linkshandig te spelen. Hij ging naar Duke University en richtte daar de band the Duke Collegians op. De groepsleden gingen na hun afstuderen verder onder de naam de Johnny Long Orchestra. Long was de leider en werd hierin bijgestaan door Hal Kemp. De muziek hield het midden tussen 'swing' en 'sweet'. 
In 1939 speelde het orkest voor het eerst op een groot radiostation. Een jaar later scoorde de band een grote hit met 'In a Shanty in Old Shanty Town', uitgekomen op Decca. Daarna volgden hits als "No Love, No Nuthin'" (met zang van Patti Dugan) en 'My Dreams Are Getting Better All The Time'. Het orkest stond nu bekend als een top-dansorkest en kon optreden voor radio en in allerlei ballrooms en chique hotels. Na enkele verschijningen in korte films, speelde de band in 1943 een rol in een film van Abbott & Costello, 'Hit the Ice'. Long speelde tevens in 'Follies Girl'. Het waren de topjaren voor Long, in wiens orkest mannen speelden die eerder werkten bij grote bands als die van Benny Goodman en Jack Teagarden. In de jaren na de oorlog liep de populariteit van de band langzaam terug, maar Long ging met een kleinere band door die tot begin jaren zestig actief was. In deze periode maakte hij nog wel platen voor kleine labels als King en Signature. 
Vocalisten in zijn groep waren onder meer Bob Houston, Gene Williams, Helen Young en (na de oorlog) Francie Laine en de vocale groep the Beachcombers. 
In zijn laatste jaren was hij leraar Engels.

## Discografie
- Johnny Long & His Orchestra At The Hotel New Yorker (live-opnamen 1945), Collectors' Choice, 2001

- Bibliothèque nationale de France: cb13896773d (data)
- Gemeinsame Normdatei: 13934327X
- International Standard Name Identifier: 0000 0000 7100 7411
- Library of Congress Control Number: n87858125
- MusicBrainz: 830c4332-4c51-4af9-94b7-6b8e6034a14b
- SNAC: w6qr7mrw
- Virtual International Authority File: 2656830
- WorldCat: E39PBJrRgHTjxx9K6htTGgjV4q